# Pirata blabakensis
Pirata blabakensis este o specie de păianjeni din genul Pirata, familia Lycosidae, descrisă de Alberto Barrion și Litsinger, 1995. Conform Catalogue of Life specia Pirata blabakensis nu are subspecii cunoscute.